# Agustín de Salazar y Muñatones
Agustín de Salazar y Muñatones Alcedo y Moral (Lima, 16 de febrero de 1702-† 7 de noviembre de 1771) fue un noble terrateniente y militar criollo que ejerció importantes cargos políticos en el Virreinato del Perú. Primer conde de Monteblanco.

## Biografía
Sus padres fueron el vizcaíno Andrés de Salazar y Alcedo y la acaudalada dama pisqueña Josefa Rosa de Muñatones. Se desempeñó sucesivamente como capitán de arcabuceros del Virrey, coronel de milicias de Santiago de Almagro, comisario de caballería y alcalde provincial de la Santa Hermandad de la villa y puerto de Pisco. Poco antes de la muerte de su madre, le compró la hacienda cañaveral de San José de Chincha, la cual convertiría más tarde en su mayorazgo. Fue elegido alcalde ordinario durante el terremoto de Lima de 1746, demostrando capacidad y liderazgo en las tareas de reconstrucción, a consecuencia de lo cual obtuvo en 1753 el hábito de caballero de la Orden de Santiago y, posteriormente, en 1755, el rey Fernando VI le otorgó el título de conde de Monteblanco.

## Descendencia
Contrajo primeras nupcias en Lima, el 15 de agosto de 1740, con Mariana de Ayesta e Ytulain, sin sucesión. Tras enviudar, contrajo un segundo matrimonio en Lima, el 16 de julio de 1746, con la dama criolla María Francisca Gabiño y Riaño, con quien tuvo las siguientes hijas:
1. María Rosa de Salazar y Gabiño, II condesa de Monteblanco, casada con Fernando Carrillo de Albornoz y Lagunas, VI conde de Montemar, con sucesión.
2. María Josefa Petronila de Salazar y Gabiño, casada con Pedro José Carrillo de Albornoz y Bravo de Lagunas, con sucesión.
3. Joaquina Juana de Salazar y Gabiño, casada primero con Francisco José de la Puente y Sandoval, y luego con Manuel del Villar Somoza y Martínez, en ambos casos sin sucesión.

| Predecesor: Fernando Carrillo de Córdoba | Alcalde ordinario de Lima Segundo voto 1746 - 1747 | Sucesor: Pedro Ortiz de Foronda |